# German Truck Simulator
German Truck Simulator è un simulatore di guida su Tir pubblicato nel 2010 da SCS Software sull'onda di Euro Truck Simulator. Il gioco consiste nel guidare un Tir trasportando merci tramite autostrade e strade nazionali in varie città della Germania. Il panorama visibile dal giocatore risulta molto realistico, attento ai dettagli sia in strade ed autostrade che nelle zone industriali e cittadine. È stato pubblicato nei paesi nordici il 16 gennaio 2010.